# Argiope bruennichi
La araña tigre (Argiope bruennichi), también conocida como araña avispa o araña cestera, es una especie de araña araneomorfa de la familia Araneidae, de telaraña orbicular, distribuida por la Europa del sur, central y norte, norte de África y parte de Asia. Como muchas otras especies del género Argiope, muestra bandas amarillas y negras en su abdomen.

## Descripción

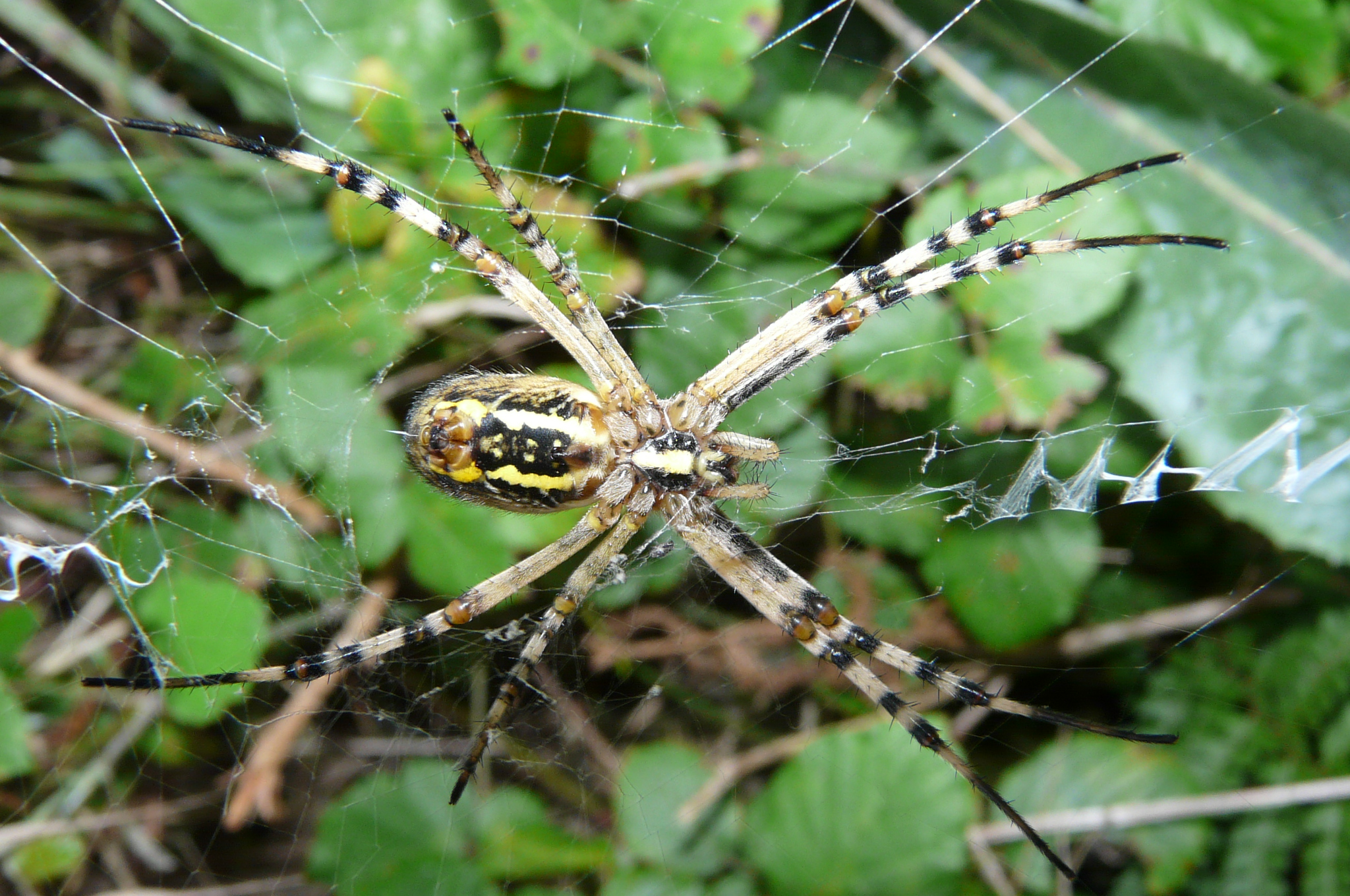
Vista ventral de una hembra

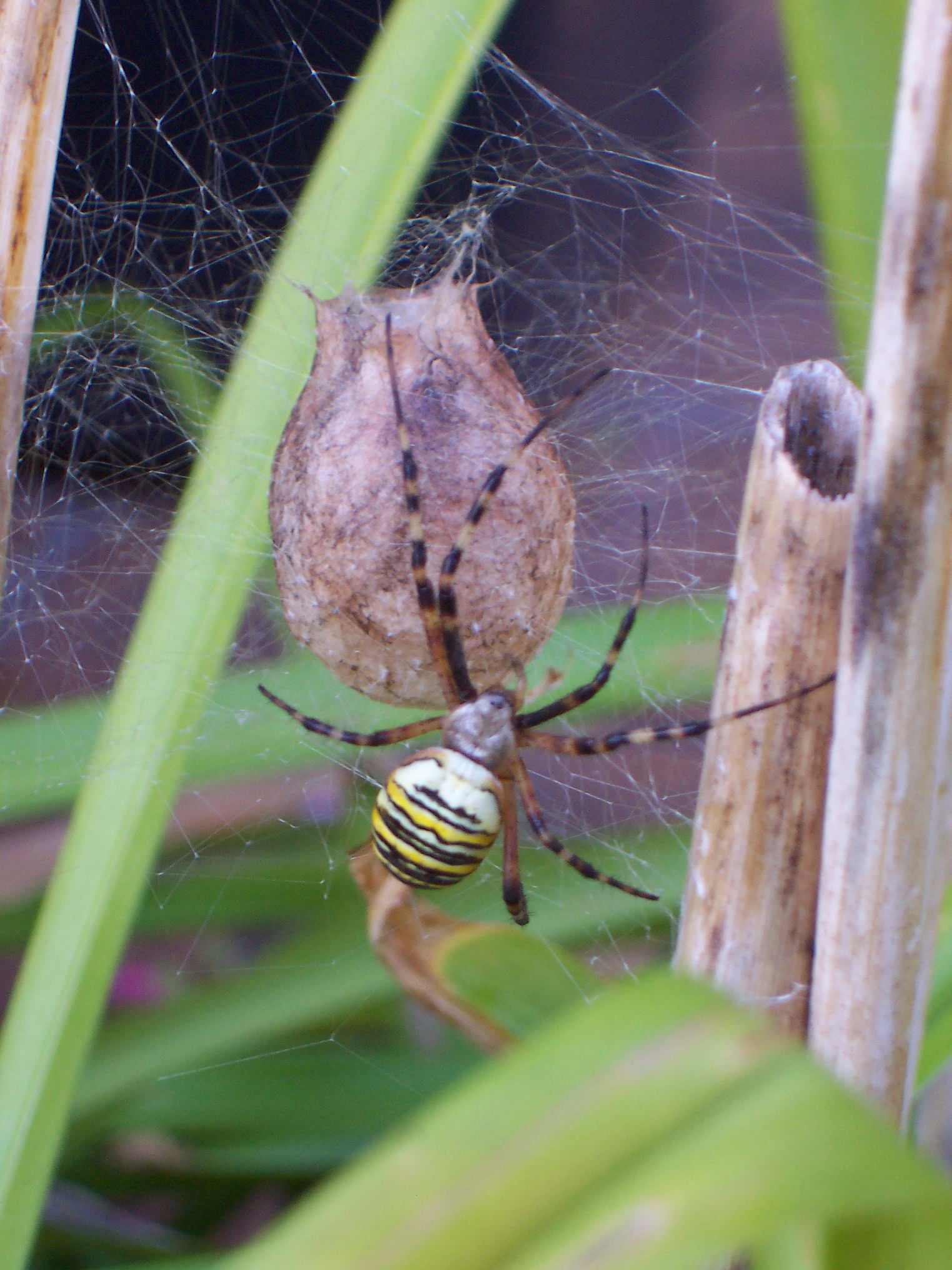
Cuidando una puesta

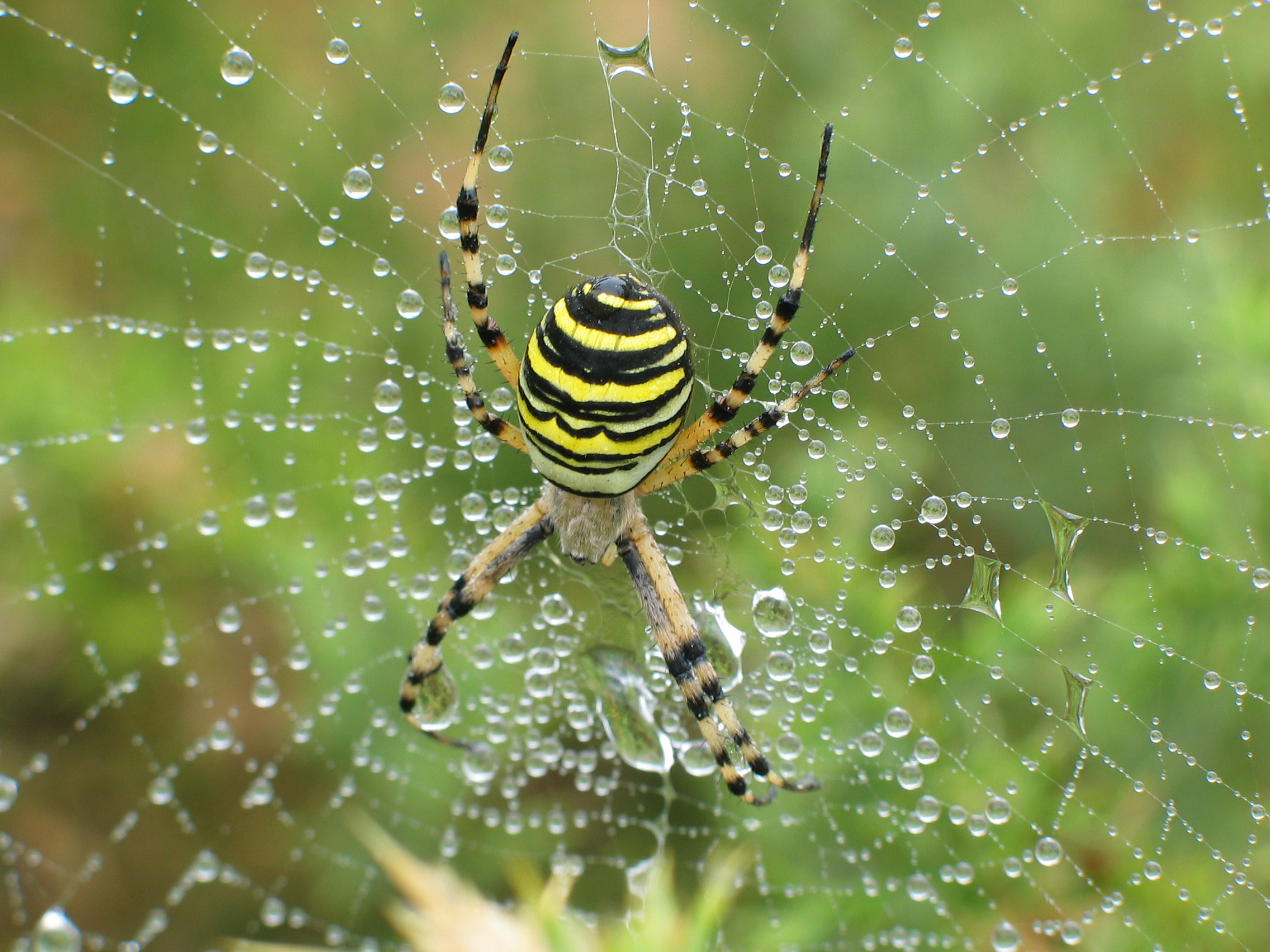
Ejemplar en las islas Cíes

Construye una red espiral al atardecer o en penumbras, comúnmente en pastos altos, un poco por encima del nivel del terreno, llevándole aproximadamente una hora. La forma prominente de zigzagueo llamada estabilimento, o decoraciones de la red, realizada en su centro tiene una función desconocida, pensándose que puede ser para atraer insectos.
Cuando una presa hace su primer contacto en la red, Argiope bruennichi rápidamente la inmoviliza encerrándola en su hilo de seda. La presa es luego picada, inyectándole un veneno  paralizante y una enzima disolvente de proteínas.
El macho de esta especie es mucho más pequeño que la hembra. Con frecuencia se lo puede ver cerca de la red de la hembra, esperando que complete su muda final, cuando ella alcanza la madurez sexual. En ese momento, sus quelíceros permanecen blandos por un corto espacio de tiempo que el macho aprovecha para fecundarla sin peligro de ser devorado.

## Distribución
En el Reino Unido, desde que se detectó por primera vez en la década de 1950, ha ido extendiéndose desde la costa sur hacia el resto del país.
En los últimos años, son cada vez más los testimonios de personas que afirman su presencia en países de Sudamérica. Es muy probable que esta especie se encuentre ya expandida por todo el mundo. 
También se encuentra radicada en la zona central de Chile, abundando en las zarzas y en las hojas secas del maíz y arroz.
En las zonas mediterráneas de España se las puede ver con mucha facilidad en los arbustos. En la zona de Puerto de Mazarrón (Murcia) es muy abundante.
En la pedanía de La Encarnación, en el término municipal de Caravaca de la Cruz (Murcia), existe una colonia de más de 10000 ejemplares, una de las mayores del mundo.

## Subespecies
Se reconocen las siguientes subespecies:
- Argiope bruennichi bruennichi (Scopoli, 1772)
- Argiope bruennichi nigrofasciata Franganillo, 1910